# The Dutch Wave
The Dutch Wave ook wel Het Nieuwe Tuinieren of De Hollandse Vasteplantengolf genoemd is een stroming in de Nederlandse tuincultuur. Vier Nederlandse planten- en natuurliefhebbers worden als de protagonisten gezien van deze beweging: Henk Gerritsen, Rob Leopold (1942-2005), Ton ter Linden (1935) Piet Oudolf (1944). Zij werkten vanaf ca. 1970 in eerste instantie onafhankelijk van elkaar maar later ook wel samen, en begonnen de bestaande tuincultuur (plantengebruik en ontwerp) te vernieuwen. Aanvankelijk vond de vernieuwing eerst in Nederland plaats maar later rond 1996 in Engeland en verder.
Volgens planten- en natuurliefhebber Gerritsen was de The Wave een tegenbeweging rond voormalig tuinfilosoof Rob Leopold die de bestaande tuinregels tegen het daglicht hield. De beweging werd vooral gekenmerkt door Vernieuwing en zeker ten opzichte van zichzelf.
De Zweedse botanicus Rune Bengtsson gaf de groep in 1992 de naam Den Holländska Perennvågen, letterlijk de Hollandse vasteplantengolf, of the Dutch Wave.

## Visie
Hoewel de groep geen manifest noch ledenlijst had, vonden de vier elkaar in meer of minder met elkaar overlappende gedachtes.

### Structuur van planten
De vier streefden naar gebruik van vaste planten, eenjarigen, siergrassen en bolgewassen, gecombineerd met het idee dat deze het gehele jaar door de moeite waard zouden zijn. De vier erkenden dat naast de vaak kortstondige bloei er ook schoonheid gevonden kon worden in de structuur, de vorm en de hoogte van de plant, zeker ook als deze afgestorven zijn, door hun zaaddozen, verkleurd blad en stelen. Dit inzicht had tot gevolg dat de groep op zoek ging naar nieuwe natuurlijk uitziende planten, en bestaande planten ging gebruiken op een andere lossere, natuurlijke manier.

### Planten met een natuurlijk karakter
De beweging ging op zoek naar planten die voldeden aan dat natuurlijker profiel. Ter Linden introduceerde grassen in zijn net aangelegde tuin in Ruinen in 1970. Eind '70 vond de groep bij vooroorlogse Duitse kwekers als Karl Foerster en zijn leerling Ernst Pagels (1913- 2007) in het Duitse Leer en Georg Arends in Wuppertal grassen zoals nieuwe Miscanthus-cultivars, oude Varens. Verder gebruikten ze diverse cultivars van planten als Phlox, Monarda, Echinacea en lossere Delphinium en Geranium.

### Met de natuur mee
The Wave poogde  om met de natuur te tuinieren, in plaats van tegen de natuur in. De groep begon te kijken naar hoe een tuin aangelegd moest worden gegeven de natuurlijke (milieu)omstandigheden van waar de tuin zich bevond. Zaken als vruchtbaarheid en zuurgraad van de grond, ligging ten opzichte van de zon, microklimaat, werden bepalend voor hoe de tuin eruit kwam te zien en wat er geplant ging worden.
Natuurliefhebber Gerritsen formuleerde voor zijn eigen Prionatuinen een aantal spelregels die het idee weergeven:
- Geen gebruik van kunstmest noch chemische bestrijdingsmiddelen.
- Zo min mogelijk verstoring van de grond.
- Zuinig gebruik van water.

### Natuur als inspiratiebron
De tuinen die The Dutch Wave groep maakten, kenmerkten zich door een meer op de natuur gelijkende lossere beplanting. Dat was het gevolg van onder andere het weven van hoge en lage planten door elkaar zoals het eerst door Ter Linden in 1970. Hierdoor ontstond een natuurlijke gelaagdheid. De weving vond ook plaats door het laten uitzaaien van de planten en het selectief en creatief wieden. Enerzijds werd er gezocht naar hoe men de natuur in de tuin kon gebruiken. Anderzijds zochten zij hoe ze beelden uit de steeds schaarser wordende natuur konden gebruiken in de tuin. Ze ontwierpen daarbij naar ideeën die ze gezien hadden in de natuur en zo creëerden ze het idee dat de tuin een voortzetting van de lokale natuur was.

## The Dutch Wave-beweging
The Dutch Wave was een meer of minder intensieve samenwerking van vier tuiniers die begin jaren 80 op gelijksoortige gedachtes waren gekomen over tuinieren en tuinaanleg. In de kern wordt de beweging vaak aangemerkt als bestaand uit:
- Henk Gerritsen (1948-2008), natuur- en plantenliefhebber, tuinontwerper, schrijver en tuinier.
- Rob Leopold (1942-2005), tuinfilosoof, inspirerend spil van de beweging, eigenaar Cruydt-Hoeck wilde bloemenzaden.
- Ton ter Linden (1935), schilder, tuinier, tuinontwerper, voormalig eigenaar Tuinen van Ton ter Linden.
- Piet Oudolf (1944), ontwerper, kweker.

### Bredere weerklank
Mede door Leopolds enthousiasme ontstond er een grotere groep, en nog steeds in los verband werkende, tuin- en natuurliefhebbers met eenzelfde liefde voor vernieuwing in de tuin. De groep kwam elkaar in binnen en buitenland regelmatig tegen en beïnvloeden elkaars gedachten. In brede zin is de The Dutch Wave daarom ook op te vatten als een grotere groep van gelijkgestemde natuur- en plantenliefhebbers, kwekers, tuiniers, ontwerpers, fotografen en schrijvers. Zij gingen vanaf ongeveer 1980 vanuit een natuurlijke visie een nieuw assortiment aan tuinplanten, met onder andere veel grassoorten, gebruiken en legden vernieuwende 'wilde' (=natuurlijke) tuinen aan.
- Coen Jansen, plantenkweker van vaste planten werkte vanaf  het begin nauw samen met de vier.
- Romke van der Kaa, plantenkweker aanvankelijk met Piet Oudolf, later zelfstandig; schrijver.
- Brian en Simone Kabbes, kwekerij Kabbes in Suameer.
- Hans en Miranda Kramer kwekerij de Hessenhof in Ede.
- Anton Schlepers, Marijke Heuff en later Gert Tabak: tuinfotografen.
- Heilien Tonckens, voormalig kweker van vaste planten De Heliant.
- Rita van der Zalm, voormalig kweker van verwilderingsbollen.
- Fleur van Zonneveld en Eric Spruit, kweker van vaste planten, kwekerij De Kleine Plantage.

## Internationale inbedding
Het nieuwe tuinieren opereerde weliswaar in Nederland, maar gelijktijdig ontstonden in 1980 elders in Europa en Noord-Amerika soortgelijke trends van gelijkgestemde ontwerpers en kwekers. De beweging begon te werken met vaste planten in een veel lossere opstelling dan gebruikelijk en ontwierp naar ideeën die ze gezien had in de natuur. In Duitsland ontstond The new German Style, in Amerika New American Garden.

## Inspiratie en oorsprong
Vooral Ter Linden vond voor zijn tuinen inspiratie in heemtuinen in natuur-stijl aangelegd zoals het in 1939 aangelegde dr. Jac. P Thijssepark in Amstelveen. In het Thijssepark werd bijvoorbeeld niet geschoffeld, maar selectief gewied om de bodem zo min mogelijk te verstoren.
Ter Linden en Gerritsen vonden in de jaren 70 inspiratie in het werk en van Mien Ruys. Ruys experimenteerde al vanaf 1940 in haar tuinen met vernieuwende tuinontwerpen en ander gebruik van vaste-plantenborders in een losse en ruime benadering.

## Plantentoptien
Oudolf en Gerritsen publiceerden samen twee plantengidsen met daarin een overzicht van ruim 1200 planten in Droomplanten in 1990 en in Meer droomplanten in 1999. In september 2010 publiceerde echter de Engelse The Daily Telegraph een lijst met top-tien planten die volgens de krant veelvuldig werden gebruikt en kenmerkend waren voor de golf:
1. Aconitum carmichaelii ‘Arendsii’. Rijkbloeiende plant met blauwe bloemen ca. 2 m hoog
2. Calamagrostis. Stevig in pollen groeiend rechtopstaand gras dat niet woekert. ca. 1 m hoog.
3. Echinacaea purpurea ‘Fatal Attraction’. Stevige plant ca. 1 m met grote rozerode margrietachtige bloemen.
4. Eupatorium maculatum ‘Riesenschirm’. Grote plant (tot wel 2,5 m) met grof blad en aan het einde van de zomer paarse schermvormige bloemen.
5. Miscanthus sinensis ‘Ferner Osten’. 2 m hoog siergras met pluimen.
6. Monarda ‘Mohawk’ of ‘Scorpion’,oftewel de bergamotplant. Volgens Gerritsen is alles aan deze plant mooi: Stevig, geurend, bloem, vlindertrekker. ca. 1,5 m.
7. Rudbeckia fulgida var. sullivantii ‘Goldsturm’. Grove plant met gele margrietachtige bloemen, bloeiend aan het einde van de zomer.
8. Sanguisorba officinalis ‘Red Thunder’, grote Grote pimpernel. Laat bloeiende plant (1,5 m).
9. Stachys officinalis ‘Hummelo’. Tot 1 m groeiend, paars bloemen.
10. Veronicastrum virginicum ‘Lavendelturm’. Hoge stevige plant (tot ca. 2 m), aarvormige lila bloemen.

### Internet
- A. Huisken (18-6-11) The Dutch Wave, NRC Handelsblad - kopie op degroeneluwte.nl. Geraadpleegd op 29 oktober 2014.
- Korte geschiedenis van Heemparken algemeen. Geraadpleegd op 27 oktober 2014.
- Over Cruydt-Hoeck. Geraadpleegd op 28 oktober 2014.